# Bogdan al II-lea
Bogdan al II-lea (n. 1409 – d. 15 octombrie 1451, Reuseni, România) a fost domn al Moldovei între 12 octombrie 1449 - 17 octombrie 1451.

## Familie
Nu există o părere unică asupra provenienței sale. Unii istorici afirmă că ar fi fost fiu din flori al lui Alexandru cel Bun, din mamă necunoscută. În favoarea acestei teorii sunt aduse mențiunile mai târzii ale lui Ștefan cel Mare despre Alexandru cel Bun, ca fiind strămoș al său și mențiunea lui Jan Dlugosz, că Bogdan ar fi fost fiu natural al lui Alexandru cel Bun.
Alți istorici afirmă, că ar fi fost fiul lui Bogdan Jupânul, fratele drept mai mic al lui Alexandru cel Bun. În favoarea acestei teorii este epitafele de pe lespezile funerare de la Rădăuți, puse de Ștefan cel Mare, pe care Bogdan Jupânul e numit bunelul său (al lui Ștefan cel Mare), iar Alexandru cel Bun e numit strămoșul lui Ștefan cel Mare. De asemenea, în favoarea acestei teorii este și momentul intrării în lupta pentru tron a lui Bogdan al II-lea - abia peste 18 ani după moartea lui Alexandru cel Bun și după stingerea aproape a tuturor urmașilor lui direcți pe linie bărbătească (fii și nepoți), excepție minorul Alexăndrel (Alexandru al II-lea). 
Versiunea că Bogdan II ar fi putut fi chiar fratele lui Alexandru cel Bun este apocrifă.
Bogdan al II-lea este tatăl lui Ștefan cel Mare. A fost în relații foarte bune cu Iancu de Hunedoara, care l-a susținut la luarea tronului. A fost căsătorit cu Doamna Oltea, care s-a călugărit sub numele de Maria și care a murit la 4 noiembrie 1465, fiind înmormântată la Mănăstirea Probota din județul Suceava.

## Domnie
Bogdan al II-lea a ocupat tronul Moldovei prin alungarea lui Alexandru al II-lea în toamna anului 1449. În anul 1450, regele Poloniei Kazimir al IV-lea trimite în Țara Moldovei o armată pentru restaurarea pe tron a lui Alexandrel. Bogdan se retrage și ascunde prin munți, forțele polone restabilind domnia lui Alexandrel. Însă nu au reușit bine polonezii să părăsească Țara Moldovei, că Bogdan al II-lea a revenit cu trupele fidele lui și cu mercenari, punându-l pe Alexăndrel pe fugă în Podolia. 
Regele polon trimite repetat trupe în Moldova, care la 24 iunie erau încă la Lvov. Intrând în țară, trupele polone s-au îndreptat spre Lipovăț, iar Bogdan al II-lea se retrage repetat din Suceava și trimite la poloni soli pentru tratative. În rezultat, au convenit că Bogdan al II-lea va rămâne pe tron până la atingerea de către Alexandrel a vârstei de 15 ani. Suplimentar la aceasta, Bogdan urma să achite regelui polon câte 70 de galbeni tătrești pe an. Imediat după această înțelegere, trupele polone au pornit cale întoarsă spre Polonia. Bogdan, însă, cu câteva mii de moldoveni a pus la cale o ambuscadă într-o pădure din calea de întoarcere a polonilor. În urma luptei, polonii, conform declarației lui Jan Dlugosz, devin învingători, dar victoria se dă cu pierderi mari. 
În urma intrigilor lui Petru Aron, Bogdan al II-lea este ucis la Reuseni, cel devreme 17 octombrie 1451. Aici, între anii 1503-1504, fiul său, Ștefan cel Mare, a ridicat o biserică.